# Mass Nerder
Mass Nerder è il settimo album in studio della band pop punk/melodic hardcore punk ALL, pubblicato nel 1998 dalla Epitaph Records.

## Tracce
1. World's on Heroin – 1:59
2. I'll Get There – 2:23
3. Life on the Road – 0:35
4. Fairweather Friend – 1:40
5. Perfection – 1:37
6. Greedy – :46
7. Until I Say So – 2:53
8. Think the World – 1:20
9. Honey Peeps – 2:06
10. Refrain – 2:36
11. Silly Me – 2:21
12. Romantic Junkie – 1:29
13. Vida Blue – 2:17
14. Until Then – 1:55
15. Good as My Word – 1:43
16. Silence – 2:24

## Formazione
- Chad Price – voce
- Bill Stevenson – batteria
- Karl Alvarez – basso, voce
- Stephen Egerton – chitarra
- Milo Aukerman – controvoci